# Dique de El Carrizal
El dique El Carrizal o embalse El Carrizal es un dique en el curso medio superior del río Tunuyán, en el centro-norte de la Provincia de Mendoza, Argentina, aguas arriba de la ciudad de Rivadavia. Junto al lago existen 2 localidades El Carrizal en la margen oeste y la Villa San Isidro en la margen Este.
Su reservorio mide cerca de 15 × 5 km, y el nivel máximo de agua está a 785,5 m s. n. m., cubriendo 31,47 km². Su volumen máximo es de 327 millones de m³. 
El embalse se usa para regular el flujo del río Tunuyán, que tiene fuentes glaciales de los Andes, y para riego de una región muy árida. El espejo de agua es un atractivo turístico, en donde se llevan a cabo pesca, windsurf, navegación a vela, etc. En sus orillas se realizan campings.
El agua del embalse se turbina para hidroelectricidad en una usina hidroeléctrica, construida en 1971, con una capacidad de generación instalada de 17 MW.
Con el paso del tiempo el embalse había disminuido su capacidad de retención debido a la gran acumulación de sedimentos, lo que afecta la distribución del agua en su área de influencia. Para solucionar dicho problema en enero de 2015, el Gobierno de Mendoza a cargo de Francisco Pérez, anunció la ampliación del embalse, que permite recuperar en un 54% su volumen y asegurar la distribución de agua para riego a los productores de la zona por 30 años más. Para mejorar las condiciones de riego y asegurar la sustentabilidad de 20 mil productores y 99 hectáreas de cultivo. Elevando su cota en 1.5 metros.
Cada año en el mes de mayo, la dirección de hidráulica realiza en la represa el Carrizal el cierre de las compuertas para dar inicio al periodo de corte anual de aguas que establece el departamento General de Irrigación el cual se extiende generalmente hasta agosto, y dependiendo del nivel de agua que presente el embalse y el caudal del rio Tunuyán .Terminando el periodo de corte anual se habilitan las tuberías que conducen el agua con la apertura de compuertas y se deja así el sistema en condiciones de erogar por la Central Hidroeléctrica o zona de riesgo.